# دوریان گرگوری
دوریان گرگوری (به انگلیسی: Dorian Gregory) (زاده ۲۶ ژانویه ۱۹۷۱) بازیگر آمریکایی است.
از فیلم‌های معروف او می‌توان به بازی در سریال افسون‌شده اشاره کرد.